# Corsarios vascos

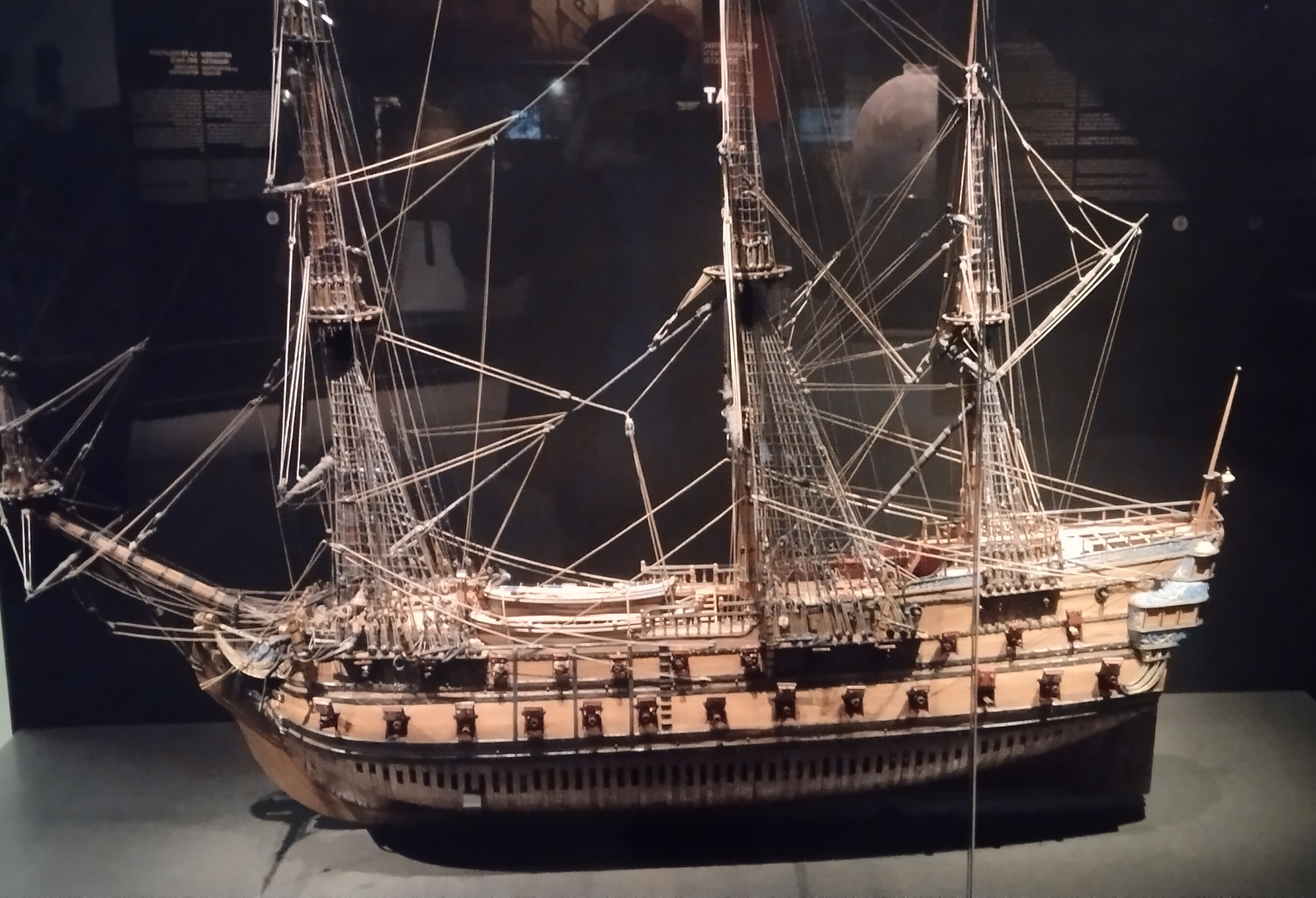
Galeón del siglo XVI

Los corsarios vascos fueron corsarios empleados por la Monarquía Hispánica durante toda su etapa imperial, basados principalmente en las regiones de Vizcaya y Guipúzcoa, especialmente en las ciudades de San Sebastián y Fuenterrabía. Se convirtieron en una de las fuerzas de corso más activas y longevas de Europa, impulsando la economía local con capturas de centenares de naves francesas, inglesas y holandesas en todo el Atlántico. Oficialmente en 1497, fueron finalmente abolidos en 1804, con una trayectoria de cuatro siglos.
Compartieron función con los corsarios dunkerqueses de los Austrias y los llamados guardacostas hispanoamericanos. En ocasiones se dio movilidad entre ellos, como en la Real Compañía Guipuzcoana de Caracas (1728-1785), que propició la creación de una flota de guardacostas para proteger sus intereses en el mar Caribe con patente de corso formada por marinos guipuzcoanos como Vicente Antonio de Icuza y su lugarteniente Joaquín Mendizábal, que obtuvieron la patente de corso en 1765.
La diferencia entre los corsarios vascos y el resto de los célebres piratas vascos es tenue, y varios de ellos oficiaban en realidad de ambas profesiones. En todo caso, este legado corsario no solo forma parte de la memoria histórica de San Sebastián y Fuenterrabía, sino que también refleja el contexto global de la época, donde la navegación y las rivalidades imperiales jugaban un papel fundamental en la configuración de las economías y las políticas marítimas.

## Historia
Las primeras cédulas expedidas que permitían el corso datan de  1497 y fueron expedidas por Fernando el Católico. Permitían el corso sin restricción alguna a los guipuzcoanos y vizcaínos.
A principios del siglo XVI España sufría el acoso marítimo de Francia e Inglaterra. Con ánimo de equilibrar fuerzas, Carlos I dio patente de corso en 1529 para atacar y saquear naves de éstos países. Se tiene noticia de que Martín de Irízar apresó en tiempos de Carlos al bucanero francés Juan Florín.
Los armadores donostiarras emprendieron campañas mercantiles y bélicas con gran éxito para desgaste de los adversarios de la Corona. Al calor de los beneficios la flota crecería de forma exponencial en los siguientes treinta años. Al igual que los grandes navieros y armadores, los capitanes corsarios gozaban de reputación social. Sin embargo, la frontera entre la actividad corsaria legalmente establecida y la piratería a veces estaba difuminada a pesar de la pena de muerte que pesaba sobre los piratas. A modo de ejemplo, el mismo corsario Martín de Irizar fue ahorcado por piratería en 1527.

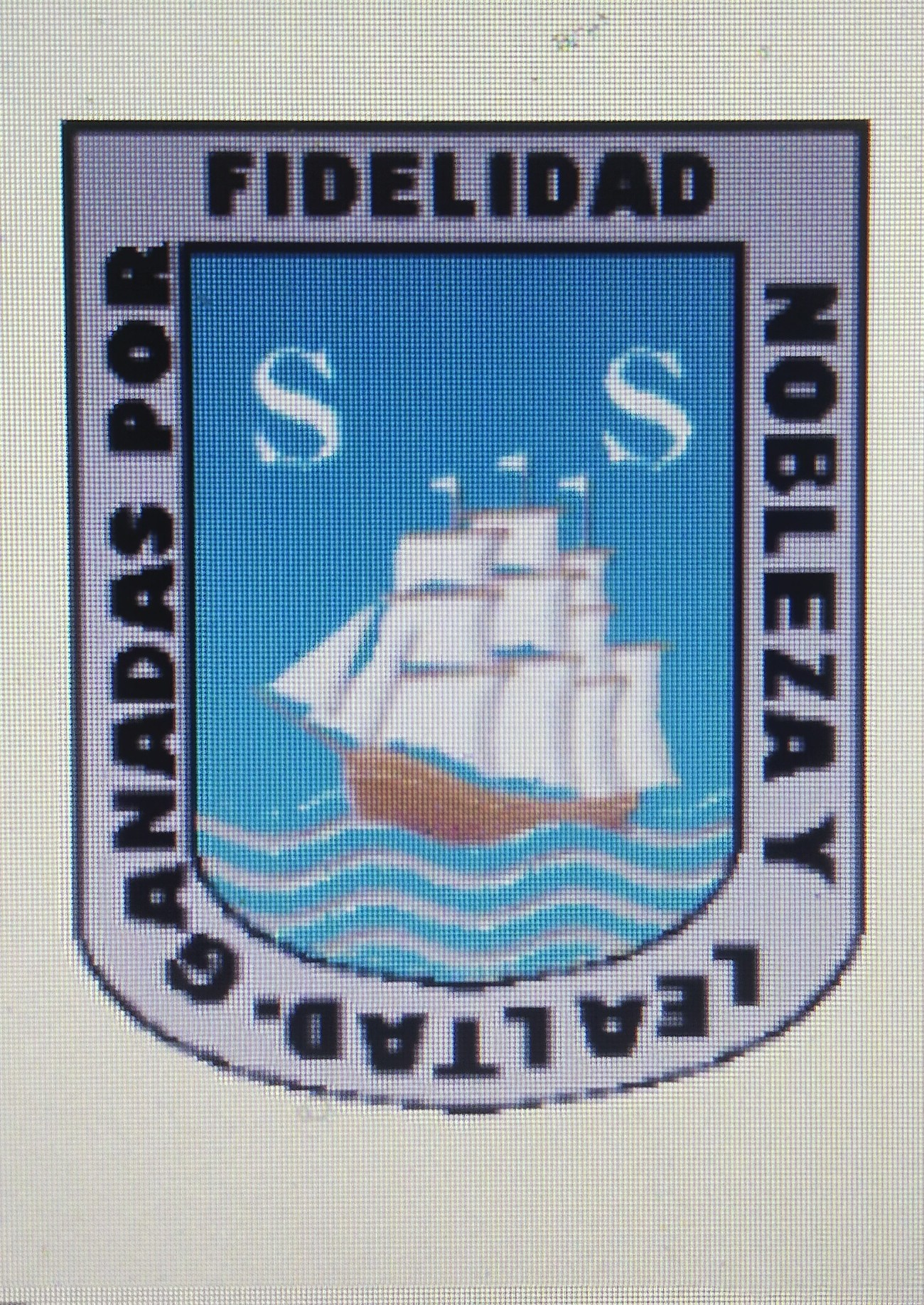
Blasón de la ciudad de San Sebastián

Se atestiguaron numerosas acciones bélicas desde 1551 a 1555, en las que los guipuzcoanos arrebataron a Francia más de 200 naos.
El ataque corsario vasco por excelencia fue el abordaje, normalmente sin poner en peligro ni su nave ni la presa, por medio de embarcaciones auxiliares más rápidas y maniobrables. Después del combate y neutralizada la tripulación, los prisioneros eran llevados a juicio público y devueltos a su país. Algunas operaciones eran anfibias, adentrándose por las rías y luego saltando a tierra para dedicarse al pillaje. 
En el siglo XVII el imperio español estaba en horas bajas, asediado por la pujanza francesa y holandesa. Se vio obligada a recurrir a los corsarios para igualar fuerzas. Se creó la 'Escuadra del Norte' en 1633, armada por donostiarras en su mayoría, con el superintendente Alonso de Idiaquez a la cabeza. Según Enrique Otero Lana, entre los siglos XVII y XVIII los vascos fueron hegemónicos en las actividades corsarias, contando sólo el señorío de Vizcaya con 77 buques corsarios.
Se construyeron 83 embarcaciones en San Sebastián en este periodo. Desde 1633 a 1641, se dispararon las capturas hasta 353 naves. Años dorados en los que Donostia era junto a Dunkerque, la mayor plaza corsaria del mundo.
La Guerra del Asiento (1739-1748) supuso el último auge importante  de la actividad corsaria y fue impulsada por los Borbones en su lucha contra Inglaterra. Convirtió a San Sebastián en un enorme centro comercial de lo confiscado.
En la última guerra contra Inglaterra en 1804, se armaron tres naves de corso y mercancías. Fueron  los últimos corsarios de  San Sebastián

## Corsarios destacados
Se conocen los nombres del donostiarra, Francisco de Illareta, del pasaitarra Miguel de Ituráin y también Domingo de Albistur, Juan de Lizarza, Pedro de Mondragón y Antón de Garay, Otros corsarios donostiarras de los que hay documentación son los siguientes:

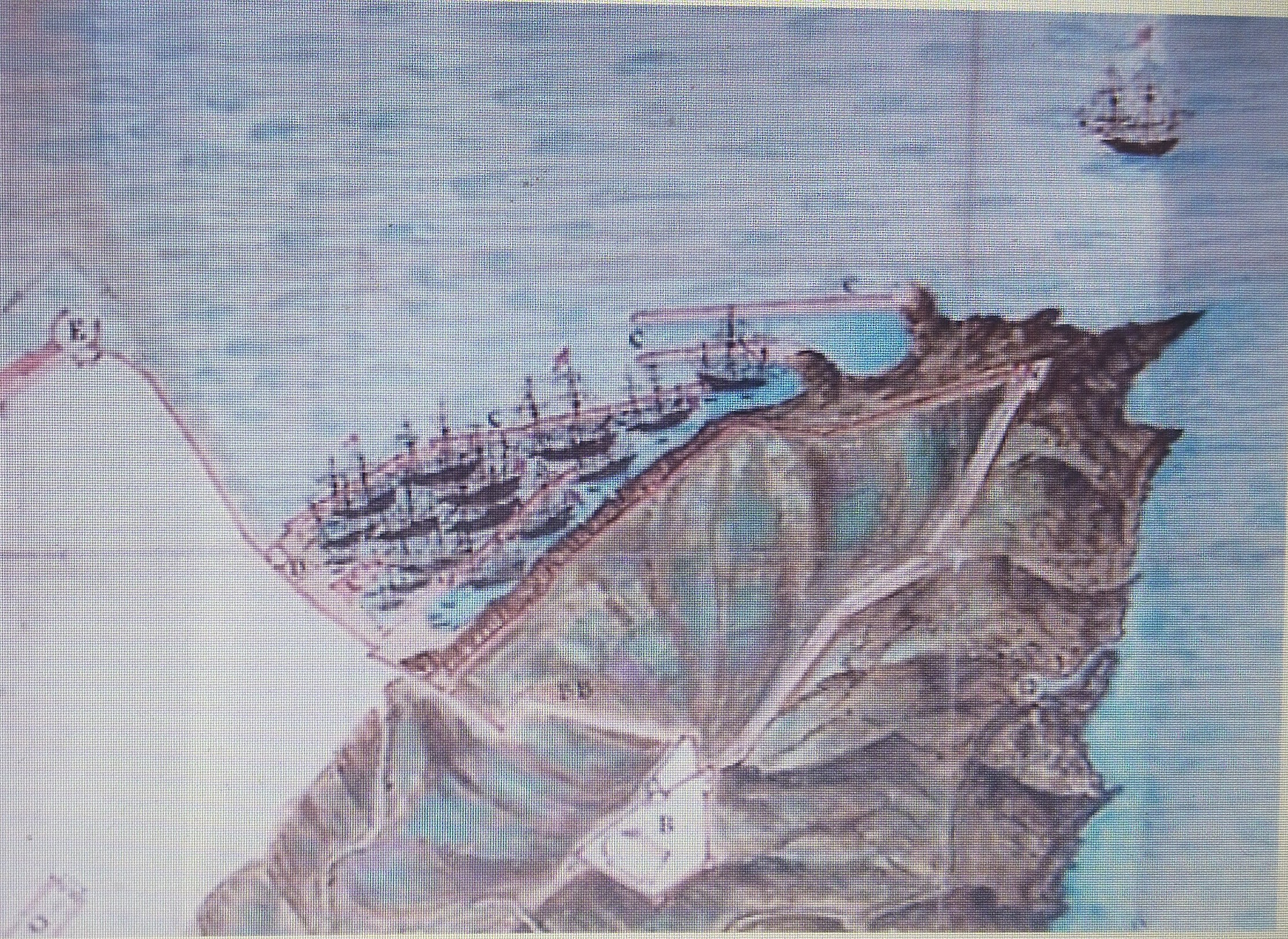
Puerto corsario de San Sebastián en 1636

- Puerto corsario de San Sebastián en 1636Martín Cardel,  capitán y armador corsario donostiarra. Describió que  en 1555 había unas 350 velas guipuzcoanas. Detallaba que las naves se dotaban de «lombardas, mosquetes, versos, arcabuces, ballestas,  lanzas, dardos y otros géneros de armas ofensivas». Su radio de acción, desde Francia hasta Noruega y al oeste, hasta Finisterre o Inglaterra.
- Francisco de Illarreta,[14] ampliaba en 1554  el área de influencia hasta Escocia e Irlanda y declaraba haber armado su propia nao de 200 toneladas con 600 hombres.
- Juan de Erauso,[15]tío de la célebre monja alférez Catalina de Erauso, siguió su ruta particular hacia el norte, donde avistó un puerto con más naos. Estaban resguardadas por bastiones y artillería en tierra, y por el buque armado 'La gran fantasía de San Maló' en la bocana. Erauso ya había trasvasado parte de sus 300 hombres a su nao capturada, la 'Sanbriu'. Ante la resistencia feroz, Erauso se alejó y ordenó desembarcar en otra parte a un escuadrón que tomó por sorpresa las posiciones terrestres, mientras sus naos acosaban la entrada del puerto. Tras un combate sangriento donde murieron 72 franceses y 9 corsarios, lograron apresar otras 8 naos. En su ruta de vuelta a casa, se topó con otras dos naos, que se sumaron a un botín total de 14 naos y 200 piezas de artillería que desembarcaron en Guipúzcoa. Erauso indica que en los primeros cinco meses de la guerra perecieron 160 donostiarras. Cifras muy elevadas  si se tiene en cuenta la baja demografía de la época.
- Pérez de Hoa, el piloto de la nao de Juan de Erauso, narró como éste se alió con Juanes de Lizarza y Miguel de Ituráin[16] para asestar un golpe letal a su llegada a Terranova. «Pelearon un día y una noche con muy gran daño y muertes» para capturar 12 grandes naos repletas de bacalao. Entre ellas «'La gran fantasía de Sanbriu' con mucha artillería de fierro y bronce».
- Alonso de Idiáquez[17] fue el superintendente que creó, bajo los auspicios de Felipe IV, la Escuadra del Norte en 1663 que fue armada en su mayoría por donostiarras contra las escuadras inglesas y holandesas. Según el historiador Enrique Otero Lana, se construyeron 83 embarcaciones en San Sebastián entre 1633 y 1641. Capturaron hasta 353 naves, fueron  años dorados en los que San Sebastián era junto a Dunkerque, la mayor plaza corsaria del mundo. Con el fallecimiento de Idiaquez en 1643 se limitó mucho la actividad.
- Juan Arriola fue un donostiarra que salió con un barco de guerra al corso en 1630 trayendo varias presas. Una de las presas procedía de Irlanda.
- Pedro de Ezábal, vecino de San Sebastián, fue almirante de una fragata de 42 piezas de artillería, llamada Nuestra Señora del Rosario y Ánimas y construida en 1690. Apresó diferentes embarcaciones francesas en el mar Cantábrico.
- Pedro Aguirre, alias  campanario. [18]De simple paje en un galeón pasó a capitanear un galeón de 150 toneladas y en 1630 el buque corsario San Pedro en la nueva flota de corso del duque de Maqueda.[19]  Con el botín obtenido fletó un barco mayor que operó en el Canal de la Mancha. La Corona española recibió muchas quejas de los armadores extranjeros, acusando a Aguirre de maltratar a las tripulaciones apresadas.
- Pedro Diústegui fue un corsario apresado y asesinado por el ejército francés.
- Agustín Diústegui, hijo de Pedro, fue uno de los armadores más importantes de San Sebastián. Participó en el corso en 1636 y en 1652 vuelve a haber nuevos datos como armador.[20]
- Cristián Echevarría, natural de Bretaña que casó en San Sebastián. Armó 10 navíos de guerra y apresó más de 36 barcos Ingleses, holandeses y franceses. A modo de ejemplo, el pirata Íñigo de Artieta fue ahorcado en 1527.[7]